# School's Out
| Recensione                | Giudizio |
| ------------------------- | -------- |
| Rolling Stone Album Guide | [ 2 ]    |

School's Out è il quinto album in studio del cantante statunitense Alice Cooper, pubblicato nel giugno 1972 dalla Warner Brothers Records.

## Descrizione
Ebbe un successo notevole, soprattutto grazie alla titletrack, che divenne un inno per la generazione studentesca degli anni '70. Ancora oggi, il brano è definito da molte riviste come uno dei più belli del rock. Altri brani da considerare molto validi sono Street Fight, My Stars e Public Animal #9 che però non ebbero la stessa valenza di School's Out.

### La copertina
La copertina dell'edizione originale in vinile imitava un vecchio banco di scuola, e si apriva nel medesimo modo; il retro era dotato di gambe pieghevoli di cartone estraendo le quali il banco poteva essere messo in piedi. La custodia interna del vinile era un paio di mutandine femminili a rete rosa, che chiudevano una busta di nylon e contenevano un cartoncino riproducente una pagella: in realtà altro non era che la track list del disco.

## Tracce
1. School's Out – 3:34 (Alice Cooper, Glen Buxton, Michael Bruce, Dennis Dunaway, Neal Smith)
2. Luney Tune – 3:36 (Cooper, Dunaway)
3. Gutter Cat vs. the Jets – 4:39 (Buxton, Dunaway, Leonard Bernstein, Stephen Sondheim)
4. Street Fight – 0:55 (Cooper, Buxton, Bruce, Dunaway, Smith)
5. Blue Turk – 5:29 (Cooper, Bruce)
6. My Stars – 5:46 (Cooper, Bob Ezrin)
7. Public Animal #9 – 3:53 (Cooper, Bruce)
8. Alma Mater – 4:27 (Smith)
9. Grande Finale – 4:36 (Cooper, Buxton, Bruce, Dunaway, Bob Ezrin, Smith, Mack David, Leonard Bernstein)

## Formazione
- Alice Cooper – voce, armonica a bocca
- Glen Buxton – chitarra
- Michael Bruce – chitarra, pianoforte, organo
- Dennis Dunaway – basso
- Neal Smith – batteria

Altri musicisti
- Bob Ezrin – tastiere, minimoog
- Dick Wagner – chitarra in My Stars
- Rockin' Reggie Vincent – chitarra

## Classifiche
| Classifica (1972) | Posizione massima |
| ----------------- | ----------------- |
| Billboard 200     | 2                 |